# František Maňas
František Maňas (4. října 1921 Sehradice – 21. prosince 2004 Brno) byl český hudební skladatel a dirigent. Napsal mnoho skladeb tanečního či zábavného směru.

## Životopis
Vyrůstal v rodině hudebně založené. Jeho otec i dědeček byli dirigenty. Studoval obor klavír a hudební teorii ve Zlíně v letech 1940–1943. Dále studoval varhany v Hevlíně a pak žil v Brně. Zde byl ředitelem Československého rozhlasu, studio Brno. 5. května 1947 se mu narodil syn František. V roce 1970 odjel do Japonska, kde po dobu jednoho roku hrál v české restauraci při Světové výstavě Ósace.
František Maňas zemřel dne 21. prosince 2004 po dlouhé, vážné nemoci ve věku 83 let. Je pohřben na Ústředním hřbitově v Brně.

## Dílo
Složil několik stovek tanečních skladeb, které jsou v repertoáru dechových hudeb nejen na Moravě, ale v celém světě. Mezi nejznámější skladby patří:
- Slovácká polka
- Valašská polka
- Moravská předehra
- Pro Alenku, polka
- Pohádka z Poddyjí
- Rakvická
- Turold
- Dva české tance
- V půlnoční hodince
- Zvonařka
- Z Moravy

Komponoval však i klasickou vážnou hudbu většinou inspirovanou moravskou lidovou písní:
- Slovácké tance (nejznámější je č. 4)
- Vánoční mše
- Pastorale

## Vyznamenání
Řád práce